# Pericallia picta
Pericallia picta är en fjärilsart som beskrevs av Walker 1864. Pericallia picta ingår i släktet Pericallia och familjen björnspinnare. Inga underarter finns listade i Catalogue of Life.